# Paweł Badura
Paweł Badura (ur. 2 lutego 1905 w Szopienicach, zm. 5 sierpnia 1979) – polski hutnik, poseł na Sejm PRL III kadencji. Budowniczy Polski Ludowej.

## Życiorys
Uzyskał wykształcenie podstawowe, z zawodu hutnik. Pracował na stanowisku mistrza w Hucie Jedność w wydziale stalowni w Siemianowicach Śląskich. Wstąpił do Polskiej Zjednoczonej Partii Robotniczej. W 1961 został wybrany posłem na Sejm PRL w okręgu Sosnowiec, pracował w Komisji Zdrowia i Kultury Fizycznej.
W 1964 odznaczony Orderem Budowniczych Polski Ludowej. Był odznaczony również m.in. Orderem Sztandaru Pracy I klasy oraz Krzyżem Komandorskim Orderu Odrodzenia Polski.
Był żonaty z Julią (1907–1996). Pochowany na cmentarzu parafialnym w Siemianowicach Śląskich.